# Leopard Skin
Leopard Skin è il quindicesimo album in studio degli L.A. Guns pubblicato nel 2025 dalla Cleopatra Records .

## Tracce
1. Taste It
2. Lucky Motherfucker
3. The Grinder
4. Hit And Run
5. Don’t Gimme Away
6. I’m Your Candy Man
7. Runaway Train
8. Following The Money
9. The Masque
10. If You Wanna

## Formazione
- Phil Lewis (voce)
- Tracii Guns (chitarre)
- Ace Von Johnson (chitarre)
- Johnny Martin (basso)
- Adam Hamilton (batteria)